# Сан Панкрацио
Сан Панкра̀цио (на италиански: San Pancrazio; на немски: Sankt Pankraz, Санкт Панкрац) е село и община в Северна Италия, автономна провинция Южен Тирол, автономен регион Трентино-Южен Тирол. Разположено е на 735 m надморска височина. Населението на общината е 1588 души (към 2010 г.).

## Език
Официални общински езици са и италианският и немският. Най-голямата част от населението говори немски. В общината се говори и други романски език, ладинският.
| %     | Роден език      |
| 0,96  | Италиански език |
| 98,84 | Немски език     |
| 0,19  | Ладински език   |